# Гордін Яків Аркадійович
Я́ків Арка́дійович Го́рдін (рос. Яков Аркадьевич Гордин; * 23 грудня 1935, Ленінград) — російський письменник, публіцист, головний редактор журналу «Звезда» (укр. «Зірка», Москва).

## Біографія
Яків Аркадійович Гордін народився 23 грудня 1935 року в Ленінграді в сім'ї літераторів. Його мати, Маріанна Басіна, — автор документальних книг про російських письменників, а його батько, Аркадій Гордін, відомий передусім класичною книгою «Пушкін в Михайлівському».
Після служби в армії Яків Гордін 1957 року вступив на філологічний факультет Ленінградського університету. Тоді ж почав писати вірші. Через два роки перевівся на заочне відділення, закінчив курси техніків-геофізиків при НДІ геології Арктики та п'ять років працював у геології, брав участь в експедиції у Верхояньє (Північна Якутія).
З університету Гордін пішов 1961 року з четвертого курсу. Від середини 1960-х років він почав виступати як критик у журналах «Вопросы литературы», «Новый мир». 1964 року було опубліковано історичну п'єсу Гордіна про декабристів — «Заколот беззбройних», а 1967 року Ленінградський театр юного глядача поставив його трагікомедію «Вашу голову, імператоре!».
Перша книга віршів «Простір» вийшла 1972 року. 1974 року журнал «Звезда» опублікував перший твір Якова Гордіна в жанрі історичної есеїстики — про Пушкіна як політика й історика. Відтоді письменник створив цілу низку досліджень у галузі політичної історії Росії — «Загибель Пушкіна», «Право на поєдинок», «Дуелі та дуелянти», «Заколот реформаторів», «Між рабством і свободою», а також історичний роман «Хресний шлях переможців».